# Dzierzkowice (gmina)
Pour les articles homonymes, voir Dzierzkowice.
Dzierzkowice est une gmina rurale (gmina wiejska) de la powiat de Kraśnik, dans la Voïvodie de Lublin, dans l'est de la Pologne.
Son siège administratif (chef-lieu) est la localité de Dzierzkowice, un lieu qui est divisé en plusieurs sołectwa. Les bureaux de la gmina sont situés à Terpentyna, qui se situe environ 11 kilomètres au nord-ouest de Kraśnik (siège du powiat) et 47 kilomètres au sud-ouest de la capitale régionale Lublin (capitale de la voïvodie).
La gmina couvre une superficie de 86,81 kilomètres carrés pour une population de 5 401 habitants en 2006.

## Histoire
De 1975 à 1998, la gmina est attachée administrativement à la voïvodie de Tarnobrzeg.

Depuis 1999, elle fait partie de la voïvodie de Lublin.

## Géographie

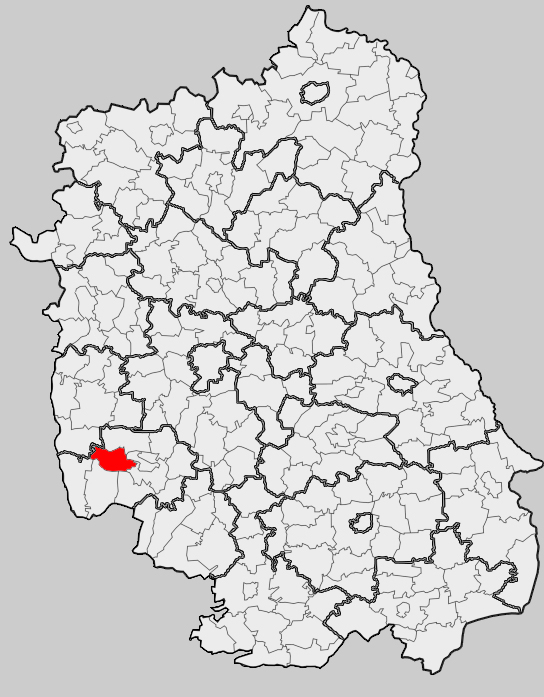
Position de la gmina dans la voïvodie

La gmina inclut les villages de:
- Dębina
- Dzierzkowice-Góry
- Dzierzkowice-Podwody
- Dzierzkowice-Rynek
- Dzierzkowice-Wola
- Dzierzkowice-Zastawie
- Krzywie
- Ludmiłówka
- Sosnowa Wola
- Terpentyna
- Wyżnianka
- Wyżnianka-Kolonia
- Wyżnica
- Wyżnica-Kolonia

### Gminy voisines
La gmina de Dzierzkowice est voisine de:

la ville de :
- Kraśnik

et des gminy suivantes :
- Annopol
- Gościeradów
- Józefów nad Wisłą
- Kraśnik
- Trzydnik Duży
- Urzędów

## Structure du terrain
D'après les données de 2002, la superficie de la commune de Dzierzkowice est de 86,81 kilomètres carrés, répartis comme telle :
- terres agricoles : 71%
- forêts : 23%

La commune représente 8,63% de la superficie du powiat.

## Démographie
Données du 30 juin 2004:
| Description        | Total  | Total | Femmes | Femmes | Hommes | Hommes |
| ------------------ | ------ | ----- | ------ | ------ | ------ | ------ |
| Unité              | Nombre | %     | Nombre | %      | Nombre | %      |
| Population         | 5 394  | 100   | 2 713  | 50,3   | 2 681  | 49,7   |
| Densité (hab./km²) | 62,1   | 62,1  | 31,3   | 31,3   | 30,9   | 30,9   |